# Pascal Pia
Pascal Pia, cuyo verdadero nombre era Pierre Durand, nació el 15 de agosto de 1903 y falleció el 27 de septiembre de 1979. Fue un escritor, ilustrador, periodista y erudito francés. También utilizó los seudónimos de Pascal Rose y Pascal Fery. 

## Vida y obra
Pierre Durand nació en París, siendo hijo único de Rosine y Arthur-Emile Durand. En 1915 fallece su padre, víctima de la Primera Guerra Mundial. A los 14 años se marcha de casa y realiza distintos trabajos.
En 1922 publicó una obra erótica a la que tituló Les Princesses de Cythère. Unos años más tarde, en 1928, apareció una colección de poemas eróticos llamada La Muse en rut. Por esa época también ilustró algunas obras, como las Canciones de Bilitis de Pierre Louÿs.
En 1938 fundó el periódico de izquierdas l'Alger Républicain, en el cual Albert Camus realiza sus inicios como periodista.

## Libros y artículos sobre Pascal Pia
- Pascal Pia por Jean José Marchand, París, 1981
- Pascal Pia, ou, Le droit au néant por Roger Grenier, París 1989
- Pascal Pia, ou, L'homme libre (1903-1979),  por Michaël Guittard, disertación Universidad de Versailles Saint Quentin en Yvelines, 1999
- "Bibliophilie: Pascal Pia, le clandestin" por J -B Baronian, MAGAZINE LITTERAIRE, n² 375, (1999)

- Datos: Q481146